# Gåldlopstjärnen
Gåldlopstjärnen är en sjö i Sorsele kommun i Lappland och ingår i Umeälvens huvudavrinningsområde. Sjön har en area på 0,147 kvadratkilometer och ligger 336,8 meter över havet. Gåldlopstjärnen ligger i Vindelälven Natura 2000-område.

## Delavrinningsområde
Gåldlopstjärnen ingår i det delavrinningsområde (725583-157899) som SMHI kallar för Ovan VDRID = Ribbträskbäcken i Vindelälvens vatte*. Medelhöjden är 351 meter över havet och ytan är 15,32 kvadratkilometer. Räknas de 399 avrinningsområdena uppströms in blir den ackumulerade arean 6 467,41 kvadratkilometer. Vindelälven som avvattnar avrinningsområdet har biflödesordning 2, vilket innebär att vattnet flödar genom totalt 2 vattendrag innan det når havet efter 291 kilometer. Avrinningsområdet består mestadels av skog (60 procent) och sankmarker (19 procent). Avrinningsområdet har 1,6 kvadratkilometer vattenytor vilket ger det en sjöprocent på 10,5 procent.